# Калифорний
Калифорният е химичен елемент със символ Cf, атомен номер 98 и принадлежащ към групата на актинидите. Името идва от щата Калифорния. Открит е от Алберт Гиорсо и Глен Сиборг през 1950 г.
Изотопът на калифорния (252Cf) се използва в уреди, които търсят слоеве на петрол и вода в петролните кладенци.